# Îles Mentawaï
Pour les articles homonymes, voir Mentawaï.
Les îles Mentawaï, en indonésien Kepulauan Mentawai, sont un groupe de quatre îles majeures et d'autres plus petites situées dans l'océan Indien à quelque 150 km au large de la côte ouest de l'île indonésienne de Sumatra. Elles font partie de la province de Sumatra occidental, dont elles constituent un kabupaten, créé en 1999 à partir de ce qui n'était jusque-là qu'un kecamatan.

## Géographie

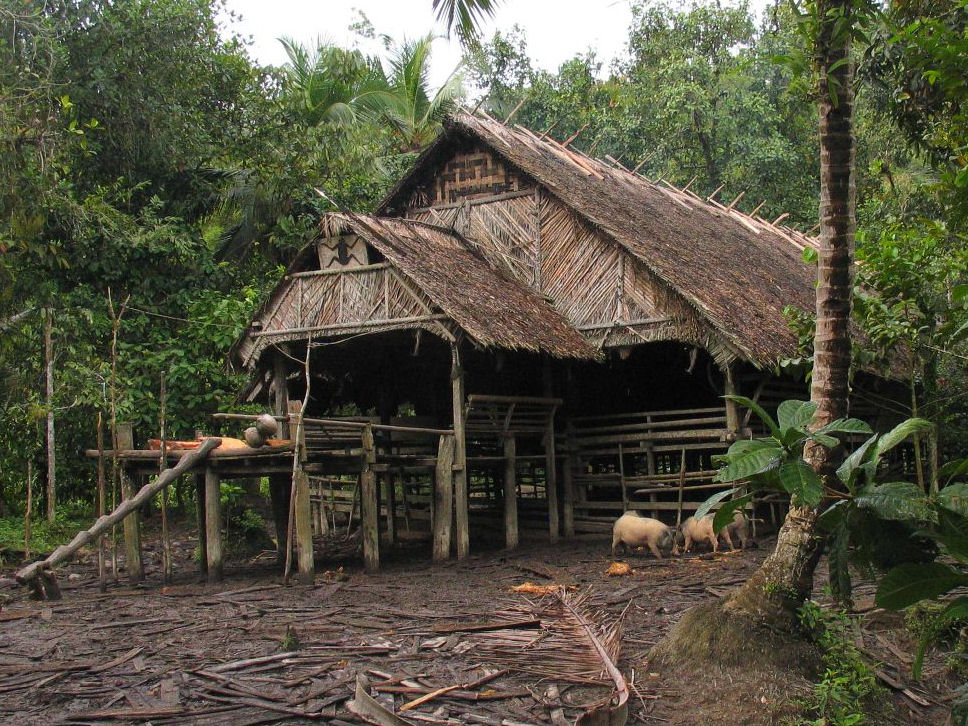
Un uma, une maison commune traditionnelle mentawaï.

La plus grande des îles Mentawaï est Siberut avec une superficie de 4 030 km2, et Mentawaï est parfois utilisé pour désigner seulement Siberut. Les autres îles sont Sipura, Pagai Utara (« Pagai du Nord ») et Pagai Selatan (en) (« Pagai du Sud »). L'archipel se prolonge au nord par les îles Batu, puis par les îles Nias et Simeulue, et au sud par Enggano.

## Faune et flore
Les îles Mentawaï abritent de nombreuses espèces endémiques dont quatre de primates : le gibbon de Kloss (Hylobates klossii), le macaque de Mentawaï (Macaca pagensis), le semnopithèque de Mentawai (Presbytis potenziani) et le nasique des îles Pagai (Simias concolor).
47 % de la superficie de l'île de Siberut font partie du réseau des réserves mondiales de biosphère et constituent le parc national de Siberut. L'île rejoint le programme sur l'homme et la biosphère de l'Unesco dès 1981.

## Histoire
En 1991, le surfeur australien Lance Knight découvre la vague parfaite sur l'île de Sipura. Le lieu devient rapidement prisé des surfeurs pour ses conditions climatiques et la difficulté que constitue le voyage jusqu'à ces îles reculées. En 2015, une vague de développement immobilier transforme définitivement la région. Des navettes rapides assurent le lien entre les îles. Des bungalows quatre étoiles avec wifi et air conditionné ont redéfini les littoraux. Selon les statistiques, le nombre de touristes sur les îles Mentawai est passé de 4 120 en 2011 à 12 323 en 2018. Depuis 2016, les surfeurs doivent s'acquitter d'une « surf tax » pour avoir le droit de surfer dans les eaux des îles. Une piste d’atterrissage est en construction sur l'île de Sipura.

## Géologie et relief
Une analyse des coraux des îles Mentawaï en 2009 a démontré qu'une forte activité sismique comme celle du début des années 2000 a frappé la zone tous les 200 ans en moyenne.
Le 25 octobre 2010, un séisme de magnitude 7,7 et un tsunami frappent l'île, tuant 509 personnes.

## Démographie
Les Mentawaï sont le peuple autochtone et au mode de vie traditionnel de l'archipel. La population totale de l'archipel en 2010 est de 76 421 habitants. L'archipel est divisé en 10 districts dont la population en 2010 est la suivante:
| Nom                | Nom anglais           | Population Recensement 2010 |
| ------------------ | --------------------- | --------------------------- |
| Pagai Selatan      | (South Pagai)         | 8,782                       |
| Sikakap            | (town on North Pagai) | 9,531                       |
| Pagai Utara        | (North Pagai)         | 5,212                       |
| Sipora Selatan     | (South Sipora)        | 8,460                       |
| Sipora Utara       | (North Sipora)        | 9,097                       |
| Siberut Selatan    | (South Siberut)       | 8,446                       |
| Siberut Barat Daya | (Southwest Siberut)   | 6,069                       |
| Siberut Tengah     | (Central Siberut)     | 6,069                       |
| Siberut Utara      | (North Siberut)       | 7,774                       |
| Siberut Barat      | (West Siberut)        | 6,733                       |

## Administration
Le statut de kabupaten permet à l'archipel de bénéficier des lois de 1999 portant sur l'autonomie régionale en Indonésie. En particulier, il devrait permettre à la population autochtone, les Mentawaï, de prendre directement en charge ses affaires et de faire valoir ses droits. Son mode de vie traditionnel avait en effet été remis en question dès les années 1950 par le gouvernement indonésien au nom de la modernisation et dénigré et combattu par la violence sous la dictature de Soeharto.

## Économie et transport
Les îles Mentawaï sont une destination touristique notamment réputée pour le surf. À la haute saison, en juillet-août, des surfeurs du monde entier viennent séjourner sur l'une des iles de l'archipel ou sur des bateaux, parfois très luxueux, spécialement conçus pour ce type de tourisme et qu'on appelle les "charter boats". La qualité des vagues, mais aussi, la facilité avec laquelle on peut faire des prises de vue, font des Mentawaï une destination de choix pour les surfeurs professionnels et leurs sponsors.  
Le spot Pit Stops idéal pour surfer se trouve à la pointe de l'île de Simaimu.  
On se rend à Siberut ou Sipura par bateau (10 heures de voyage en ferry de nuit ou 3 heures en "fast Ferry") depuis Padang, la capitale provinciale. Padang elle-même est reliée par avion à Jakarta, aux principales de villes de Sumatra ainsi qu'à Kuala Lumpur (Malaisie) et à Singapour.